# Raffaele Cantarella
Raffaele Giovanni Marco Cantarella (Mistretta, 25 aprile 1898 – Milano, 6 maggio 1977) è stato un grecista, filologo classico, bizantinista e traduttore italiano.

## Biografia
Nacque a Mistretta, in provincia di Messina, figlio di Francesco Cantarella ed Eva Rebeck. Trascorse l'infanzia a Salerno, dove il padre fu a lungo insegnante di latino e greco nelle scuole superiori. La città di Salerno fu certamente determinante nello sviluppo di un senso di appartenenza alla lunga tradizione classica di cui essa era il prodotto. Il padre inoltre, autore di un'apprezzata antologia catulliana, influenzò il figlio nello sviluppo delle sue doti critiche e filologiche. Nel 1920 si laureò in Lettere all'Università degli Studi di Napoli Federico II, dove fu allievo del grecista Alessandro Olivieri (allievo, a sua volta, di Girolamo Vitelli). Si perfezionò poi l'anno successivo in Filologia classica all'Istituto di Studi Superiori di Firenze.
Dopo l'insegnamento medio a Salerno e presso il Liceo Classico Alessandro Manzoni di Mistretta, e dopo aver ottenuto la libera docenza in letteratura greca nel 1928, fu direttore dell'«Officina dei Papiri» di Ercolano, presso la Biblioteca Nazionale di Napoli, dal 1929 al 1938. Nel 1935 venne incaricato di Filologia classica all'Università di Napoli. In questi anni pose le basi per il suo successivo lavoro esegetico e scientifico, studiando in particolare Omero e i tragici, con numerose traduzioni, e in prosa e in poesia, restate celebri e ampiamente diffuse tutt'oggi. Si ricordano a questo proposito L'edizione polistica di Omero (Salerno, 1929) e I primordi della tragedia (Salerno, 1936). Da non dimenticare è poi Sophoclis Trachiniae (San Giovanni, 1926), un'edizione critica del dramma sofocleo.
Un importante ruolo è stato svolto dal Cantarella anche nella riscoperta del valore della produzione letteraria bizantina. I suoi lavori di bizantinistica infatti, tanto validi quanto pionieristici, furono tesi a rivalutare la civiltà letteraria di Bisanzio non come vuota imitatrice del mondo classico, ma anzi come terreno fertile di una produzione poetica tutta nuova. Di questo impegno restano, oltre alla fondazione della scuola milanese di bizantinistica, anche i due volumi dedicati alla poesia bizantina (Poeti Bizantini, Milano 1948), grazie ai quali questa ignorata produzione poetica entrava a pieno titolo nella cultura comune e non tecnica o specialistica.
Dal 1938 fu docente straordinario di Filologia bizantina e di Letteratura greca all'Università Cattolica del Sacro Cuore di Milano, da cui passò, nel 1951, alla cattedra di Letteratura greca nell'Università degli Studi di Milano. Qui Cantarella trovò un ambiente culturalmente vivo, e per molti versi anticonformista. Il gruppo vivo di intellettuali antifascisti classicisti, di cui Cantarella si trovava a far parte, contribuì a dare alla sua opera un tono politico che prima non aveva. È il caso della prolusione esiodea del 1940: attraverso l'esame dell'ideologia "contadina" di Esiodo, Cantarella esaltava i valori che il poeta aveva trasmesso per sempre alla civiltà greca, quali il dovere della giustizia, il dovere del lavoro, la condanna della violenza che opprime, la rivendicazione del piccolo e del povero contro i grandi. E di contro al clima bellico allora imperante, diceva: "Se l'umanità, nelle sue ore decisive, ha bisogno dell'eroismo, ha bisogno ancora di una fede umile e salda, che la sorregga nella dura fatica quotidiana, non meno eroica se pur meno brillante della grandezza guerriera" (Scritti vari, Salerno 1969, p. 24); a cui aggiungeva in conclusione: "Quando l'uomo ha nel cuore la giustizia e la certezza del proprio diritto con una salda libera coscienza morale e civile, affronta e supera ogni violenza: come i Greci a Maratona, i Comuni italici a Legnano, i Finlandesi contro il colosso bolscevico" (ibidem, p. 39).
Pur non dubitando mai, durante la guerra, della vittoria delle democrazie occidentali, tuttavia, e non solo perché antimarxista e antisovietico, non si era mai illuso sulle negative conseguenze di essa. Da classicista, Cantarella identifica come unica fonte della civiltà occidentale la fioritura culturale dell'antica Grecia, non essendo possibile per lui scindere il concetto di civiltà da quel "miracolo greco" che ha costituito il primo impulso alla formazione di tutto quell'insieme di norme, di regole, di leggi che rendono unico l'essere occidentali. Profondamente preoccupato dalla scienza atomico-nucleare, vista come simbolo dell'hybris umana, e al tempo stesso scettico nei confronti della possibilità da parte dei mass media di fare cultura, Cantarella oppose a questa società il primo stasimo dell'Antigone di Sofocle, in una visione che si potrebbe ricollegare all'anti-moderna di Jacques Maritain. Ma Cantarella fu perfettamente moderno, e novecentesco, nella sua opera di studioso. La sua stessa critica testuale non è tecnica e fine, ma anzi è un mezzo all'intelligenza storico-critica dell'opera di cui si è fatto editore. E allo stesso tempo la sua filologia non si distingue dalla critica letteraria, costruita su una salda concezione storica.
Il "miracolo greco" nella sua accezione letteraria per Cantarella consiste proprio in questo equilibrio tra originalità e tradizione; questo spiega, allo stesso momento, il fenomeno dei generi letterari, che non è solo storico o pratico, ma è la volontà da parte dei poeti di inserirsi in una tradizione, accettandone le regole come naturali mezzi espressivi. Cantarella inoltre nega l'oralità dei poemi omerici, ribadendo la sua posizione antievoluzionista in fatto di critica letteraria. Inoltre, nella ricerca delle origini della tragedia greca, Cantarella nega la possibilità di un tramite o di un nesso tra la tragedia preeschilea ed Eschilo, in virtù della concezione per cui fu il genio poetico di Eschilo il vero inventore di una tragedia quale la conosciamo noi oggi. Né vede alcuna continuità tra la commedia antica di Aristofane e quella nuova di Menandro, perché, a suo avviso, tra l'una e l'altra si è verificata la tragedia della fine dell'uomo come "animale politico", a cui è seguita la depoliticizzazione dell'individuo, in corrispondenza della fine della polis greca.
Per la difesa e la divulgazione di queste idee Cantarella si fece traduttore ed editore di classici, mentre illustrava le varie scoperte, soprattutto papirologiche, nell'ambito del teatro greco, dal Dyscolos di Menandro al frammento di Gige. Da qui la sua zelante attività presso l'Istituto Nazionale del Dramma Antico (INDA) nel 1946 e la direzione della rivista "Dioniso" (quindicinale di studi teatrali, dal 1946) ed Acme (quadrimestrale, Annali della facoltà di lettere e filosofia dell'Università di Milano, dal 1968). Risale a questi anni il celebre volume Poeti greci (Milano 1961), le cui traduzioni sono tutt'oggi ampiamente utilizzate. Ed ancora i cinque volumi delle commedie di Aristofane, editi sempre a Milano nel periodo tra il 1949 e il 1964, che accanto al testo offrono introduzioni e commenti esegetico-critici. Quest'opera, oltre che essere stata particolarmente apprezzata per il merito letterario, ha anche un grandissimo merito sul piano contenutistico, per aver rivalutato la figura "politica" di Aristofane, a torto considerato un conservatore; nella limitazione del carattere puramente "lirico", attribuito dal Romagnoli in modo antistorico; nella rivendicazione del carattere di fiaba, sogno e utopia che la commedia ebbe sia per il suo autore sia per i suoi spettatori. In questo forse Cantarella esagera il peso che la democrazia post-periclea ha avuto e scorge la fine di Atene segnata fin dalla morte dello statista, contro la probabile realtà dei fatti e contro, comunque, il giudizio difficilmente non considerabile di Tucidide.
La tendenza antimodernista di Cantarella, riaffermata con eloquenza commossa in occasione del conferimento della laurea honoris causa (1967) all'Università di Atene, si afferma infine nel dotto e ricco libro Civiltà e letteratura della Grecia antica (Roma, 1972), ultimo messaggio di uno studioso che, dopo il declino della scuola classica, offriva ai giovani di ogni tempo una sorta di manuale o vademecum, la sistematica demolizione dei pregiudizi contro una supposta Grecia "elitaria" o schiavista, e l'altrettanto sistematica rivendicazione della Grecia come civiltà, come humanitas, come essere e dover essere per l'uomo di oggi e di domani.
Raffaele Cantarella morì a Milano il 6 maggio 1977.
Sua figlia Eva Cantarella (Roma, 1936) è una nota storica del diritto greco e romano.

## Opere
- Poeti bizantini, 2 voll., Milano, Vita e Pensiero, 1948; rist. a cura di Fabrizio Conca, Milano, BUR, 1992.
- con Carmine Coppola, Nozioni di sintassi greca, Società Editrice Dante Alighieri, 1957.
- Poeti greci, Milano, Nuova Accademia Editrice, 1961; rist. con prefazione di Eva Cantarella, Milano, Rizzoli, 1993.
- Storia della letteratura greca, Milano, Nuova Accademia Editrice, 1962.
- La letteratura greca classica, Sansoni/Accademia, 1968; Milano, BUR, 2002, ISBN 8817112518
- La letteratura greca dell'Età Ellenistica e Imperiale, Sansoni/Accademia, 1968.
- Letteratura greca, Società Editrice Dante Alighieri, 1962.
- con Giuseppe Scarpat, Breve introduzione ad Omero, Milano, Editrice Dante Alighieri, 1989, ISBN 8853400846
- Agamennone, Coefore, Eumenidi, Eschilo, Oscar Mondadori, Milano, 1981

## Riconoscimenti
- Socio dell'Accademia dei Lincei (1963)[2]
- Premio Marzotto per la critica letteraria nel 1954[2].
- Laurea honoris causa dell'Università di Atene (1967).
- Patrono onorario della "Fundación Pastor de Estudios Clásicos" di Madrid (1973).